# رباط عجزي شوكي
الرباط العجزي الشوكي (رباط عجزي شوكي صغير أو رباط عجزي شوكي أمامي) هو رباط ثلاثي رقيق يوجد في حوض الإنسان. قاعدة الرباط مربوطة للحافة الخارجية للعجز و العصعص، و ترتبط قمة الرباط بالشوكة الاسكية، وهي عظم في الحوض لدى الإنسان. و تتداخل أليافه مع الرباط العجزي الحدبي.

## البُنية
يمر الرباط العجزي الحدبي خلف الرباط العجزي الشوكي. ويغطي في مُجمل طوله العضلة العصعصية الثلاثية، حيث يتصل معها بقرب.

## الأهمية السريرية
قد يحدث دحاق الأعضاء التناسيلية الأنثوية أو هبوط المهبل في المرأة عندما تضعف أربطة الحوض والهياكل الداعمة. ويُجرى علاج يسمى بإصلاح العجزية الشوكية. في هذه العملية، يتم زرع حزام في أسلة المهبل. حيث تمر تحت المهبل وتكون مربوطة بالرباط العجزي الشوكي، والذي قد يعطي دعم أكثر ثباتاً من أربطة الحوض الضعيفة، ويمنع تدلي إضافي.

## صور إضافية

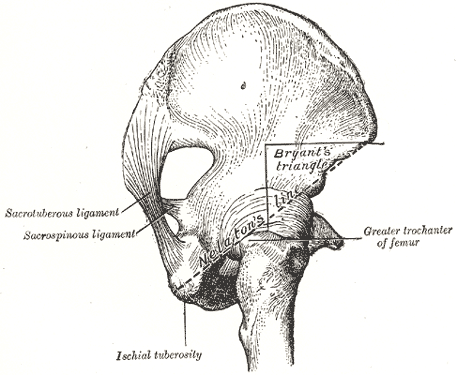
Nélaton’s line and Bryant’s triangle.
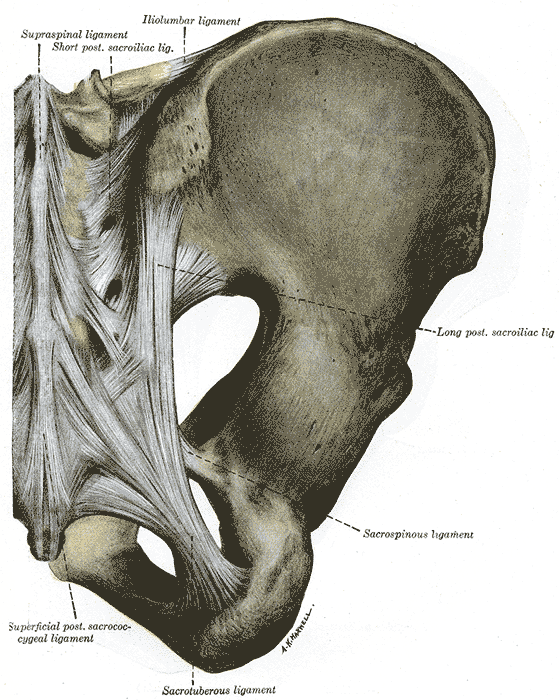
Articulations of pelvis. Posterior view.